# Поцо Поненте (Трапани)
Поцо Поненте је насеље у Италији у округу Трапани, региону Сицилија.
Према процени из 2011. у насељу је живело 40 становника. Насеље се налази на надморској висини од 13 м.